# Казакова (Иркутская область)
Казакова — деревня в Тулунском районе Иркутской области России. Входит в состав Перфиловского муниципального образования. Находится примерно в 5 км к югу от районного центра — города Тулун.

## Население
| 2002 | 2010 | 2011 | 2012 |
| ---- | ---- | ---- | ---- |
| 121  | ↗141 | →141 | ↘138 |

По данным Всероссийской переписи, в 2010 году в деревне проживал 141 человек (71 мужчина и 70 женщин).